# Adam Halajczyk
Adam Halajczyk (* 2006 in Berlin) ist ein deutscher Filmschauspieler und Kinderdarsteller polnischer Abstammung.

## Leben
Halajczyk wohnt in Berlin und besucht dort ein Gymnasium.
Zur gleichen Zeit schloss er sich einer Schauspielschule an. Er steht bei einer Berliner Agentur unter Vertrag. 2015 hatte er seinen ersten Auftritt in dem Film Nele in Berlin, im Jahr 2018 folgte seine Rolle als Sami in Kalte Füße.
Mit seiner Rolle in Der Krieg und ich wurde er einer zunehmenden Öffentlichkeit bekannt. Adam Halajczyk spricht Deutsch und Polnisch fließend.

## Filmografie
- 2015: Nele in Berlin (Fernsehfilm)
- 2018: Kalte Füße
- 2019: Der Krieg und ich (Fernsehserie, 1 Folge)